# Hyperion-Bücherei
Die Hyperion-Bücherei ist eine seit 1920 bestehende deutsche Buchreihe. Sie erscheint im Kleinformat.

## Verlag
Der Hyperion-Verlag gilt als der älteste Verlag in Deutschland für Bücher im Kleinformat. Er wurde am 22. September 1906 in München unter dem Namen Hans von Weber, Verlag gegründet. 1913 wurde er inklusive der Rechte an allen Werken in Auflagen über 1000 Exemplaren an Kurt Wolff und Dr. Julius Schröder veräußert und das Verlagsprogramm durch die Autoren und Werke des 1912 ebenfalls von Wolff erworbenen Verlags Julius Zeitler komplettiert. Am neuen Verlagsort Berlin übernahm 1914 und 1915 der junge Ernst Rowohlt die Geschäftsführung, ab 1917 stand der Verlag unter alleiniger Leitung Kurt Wolffs. Ab 1920 erschienen die ersten Miniaturbände im Sedezformat, zunächst unter dem Reihentitel Kleine Jedermanns-Bücherei. Mitte der Zwanzigerjahre war zeitweilig auch wieder Kurt Wolffs Heimatstadt München Verlagsort. 1936 kaufte Hermann Luft den Verlagsnamen mit allen Autorenrechten und änderte den Namen der erfolgreichen Miniaturbuchreihe in Hyperion-Bücherei. 1942 zog der Verlag nach Freiburg im Breisgau, wo er nach Hermann Lufts Tod 1980 von dessen Tochter Jorinde weitergeführt wurde, bis diese im Jahr 2000 verstarb. 2001 erwarb Martin Wartelsteiner den Verlag und änderte den Reihennamen erneut in Hyperion-Bibliothek.  

## Hyperion-Bücherei
Die Miniaturbände der Hyperion-Bücherei erscheinen seit Jahrzehnten in etwa im Format von 6 × 9 Zentimetern. In der "Kleinen Jedermanns-Bücherei" wurden die Bände kartoniert und in Ganzleder ausgegeben. Die Verlagswerbung beschrieb das Spektrum der Reihe als "wertvolle Sammlung gediegener Literatur, unterhaltenden, philosophischen und belehrenden Inhalts". In frühen Verkaufsprospekten findet sich eine Nummerierung, die in den Bänden selbst nicht aufgeführt wurde. Das erste in den Verkaufslisten genannte Miniaturbuch war Vivant Denons "Eine einzige Nacht" (1920). Im selben Jahr folgten Balladen von Goethe, Märchen der Gebrüder Grimm und Heinrich Heines Gedichtband "Die Nordsee". Im Zweiten Weltkrieg wurden die Bände der Hyperion-Bücherei in broschierten Feldpost-Ausgaben vertrieben, nach 1945 erschienen sie in Kunstleder-Einbänden. Am Verlagsort Freiburg wurden insgesamt 272 Titel aufgelegt, von denen 40 bereits in der Kleinen Jedermanns-Bücherei erschienen waren. Nach Angaben des Verlags sind mittlerweile über 600 Titel erschienen. Sie bilden eine Mischung aus Weltliteratur, deutschem Geistesschatz sowie erbaulicher oder erheiternder Literatur. 

## Gestaltung
Die kunstledernen Einbände sind in verschiedenen Farben zu finden – von Weiß über Gelb, Grau, Rot, Grün, Blau und Braun bis Schwarz. Die Rücken der sowohl der Leder-, als auch der Kunstlederbände tragen stets einen Kurztitel in geprägter Goldschrift, die Vorderdeckel sind mit einem typographisch dekorativ gestalteten Titel oder einem Signet verziert. Bisweilen gibt es auch Kombinationen von Typographie und Signet. Bis in die 1950er Jahre hinein wurden die Einbände von Emil Preetorius gestaltet, später von Werner Bürger und Jürgen Stammler. Etliche Bände sind illustriert, etwa von Werner Bürger, Herbert Thiele, Ludwig Richter, Sigrid Stenzel und Elfriede Hauck-Lechner. Der Kopfschnitt ist oft farbig gehalten. Der Satz ist durchweg sorgfältig und variiert je nach Thema, Autor und Titel lebhaft.

## Sammler-Aspekte
Ausgabejahre sind in den Bänden selten vermerkt, auch fehlen meist Auflagenangaben. Sie sind nur in den ersten Jahren nach 1920 in den Bänden zu finden. Als Wertanlage sind die Hyperion-Bändchen von geringer Bedeutung. Sie sind jedoch seit jeder ein klassisches Geschenk-Buch. Auch unter Sammlern kleinformatiger Bücher erfreuen sich die Titel ungebrochener Beliebtheit.